# Corpul al XV-lea SS de cavalerie cazacă
Corpul al XV-lea SS de cavalerie cazacă (germană XV. SS-Kosaken-Kavallerie-Korps) a fost un corp de cavalerie cazacă, care a luptat de partea Germaniei Naziste în timpul celui de-al Doilea Război Mondial. Pe 1 februarie 1945, acest corp de cavalerie a fost transferat în subordinea Waffen-SS .

## Istoric
Peste un milion de bărbați de ai căror familii își aveau rădăcinile în Imperiul Rus sau în Uniunea Sovietică au luptat în cadrul forțelor armate germane. Dintre toți voluntarii din Europa Răsăriteană, cazacii au fost cei care au avut permisiunea să organizeze cea mai numeroasă concentrare de forțe naționale din cadrul forțelor armate naziste. Cazacii au luptat în cadrul Wehrmacht de la începutul Operațunii Barbarossa.
Vara anului 1942 a fost perioada celor mai mari succese ale germanilor pe Frontul de Răsărit. În octombrie 1942, germanii au permis înființarea în Kuban a unui district semiautonom al cazacilor. Noile autorități cazace au avut posibilitatea să recruteze soldați de pe teritoriul districtului lor, din taberle de prizonieri sau din rândul dezertorilor din Armata Roșie. Trebuie amintit cazul cel mai notabil al unor dezertori sovietici: Regimentul de infanterie nr. 436, care a trecut de partea germanilor cu  tot efectivul, inclusiv ofițerii în august 1941. Comandantul acestui regiment, maiorul I. N. Kononov, era un cazac de pe Don. El a avut o carieră de succes în armata germană, sfârșind războiul cu gradul de general maior în Corpul al XV-lea SS de cavalerie, de sub comanda generalului Helmuth von Pannwitz.

Un ataman cazac din corpul al XV-lea SS de cavalerie cazacă

Panwitz a primit permisiunea în mai 1943 să organizeze prima divizie de cazaci, formată din două brigăzi, care s-au instruit intens pentru luptă de-a lungul întregii veri la Mława (Mielau), la nord de Varșovia. Divizia nu a fost trimisă să lupte împotriva Armatei Roșii ci, în septembrie 1943, a fost trimisă în Iugoslavia, unde a fost angajată în acțiuni împotriva partizanilor iugoslavi ai lui Josip Broz Tito. În vara anului 1944, cele două brigăzi au fost ridicate la rangul de divizii. De la începutul anului 1945, cele două divizii au fost combinate pentru a deveni Corpul al XV-lea SS de cavalerie. 
Spre sfârșitul războiului, SS a preluat controlul asupra tuturor forțelor străine din cadrul armatei germane. Dosarul lui Himmler  de la Imperial War Museum conține conversația de pe 26 august 1944 dintre Himmler, generalul von Pannwitz și șeful de stat major, colonelul H.-J. von Schultz. În timpul acestei convorbiri s-a ajuns la o înțelegere cu privire la soarta diviziilor de cazaci, viitorul corp al cazacilor, care urmau să fie puse sub administrarea SS în ceea ce privește rezervele și aprovizionarea.  În februarie 1945, corpul cazacilor a fost transferat în cadrul  Waffen-SS. În ciuda refuzului lui  von Pannwitz de a intra în cadrul  SS, întregul corp de cavalerie al cazacilor a trecut în subordinea SS, iar toți soldații săi au devenit în mod oficial parte a Waffen-SS.
Generalul von Pannwitz a ales să-și însoțească subordonații cazaci în timpul  repatrierii forțate a prizonierilor cazaci în URSS și a fost executat la Moscova în 1947. Cei mai mulți ofițeri cazaci din cadrul SS au fost executați sau au pierit în lagărele de muncă ale Gulagului sovietic. Cazacii de rând din SS au fost de asemenea repatriați cu forța în URSS și au fost timiși în Gulag.